# Noordelijke bonte pitohui
De noordelijke bonte pitohui (Pitohui kirhocephalus) is een zangvogel uit de familie Oriolidae (wielewalen en vijgvogels). Deze soort komt alleen voor op Nieuw-Guinea en westelijk daarvan gelegen eilanden. De zuidelijke bonte pitohui (P. uropygialis) wordt sinds 2013 als aparte soort beschouwd.

## Kenmerken
De noordelijke bonte pitohui lijkt qua grootte en postuur op een merel, hij is 23 cm. De kop, vleugels en staart zijn zwart, de rest van het lijf is roodbruin. Deze vogel lijkt sterk op de bergpitohui, maar heeft meer zwart, niet alleen op de kop maar ook op de borst is deze vogel zwart. 

## Voorkomen en leefgebied
De vogel komt voor in het westen en noorden van Nieuw-Guinea, het eiland Japen en andere eilanden in de buurt. De leefgebieden liggen meestal op een hoogte tussen de nul en 1500 meter boven de zeespiegel. De vogel komt plaatselijk algemeen voor langs bosranden en in ondergroei. De vogel is luidruchtig, maar laat zich lastig zien.
De soort telt negen ondersoorten:
- P. k. kirhocephalus: de oostelijke Vogelkop.
- P. k. dohertyi: Wandammengebied.
- P. k. rubiensis: van de kop van Geelvinkbaai tot de Tritonbaai en de Etnabaai en het eiland Adi.
- P. k. brunneivertex: de zuidoostelijke kust van Geelvinkbaai.
- P. k. decipiens: schiereiland Onin.
- P. k. jobiensis: de eilanden Japen en Kurudu (in de Geelvinkbaai).
- P. k. meyeri: Mamberamo-kust.
- P. k. senex: het bovenste Sepikgebied.
- P. k. brunneicaudus: van lager Sepik tot Astrolabe Bay.

## Giftig
Uit onderzoek bleek dat deze pitohui als afweer het batrachotoxine bezit, een gifstof die bekend is van pijlgifkikkers uit Midden- en Zuid-Amerika. Bekend is dat de vogels de gifstof niet zelf aanmaken. Waarschijnlijk krijgen ze het gif binnen via een giftige keversoort (Choresine pulchra) die als voedsel dient. Op deze manier komen ook de pijlgifkikkers aan hun giftige afscheiding. Batrachotoxine zit ook in de huid en veren van de de bergpitohui, de roestpitohui en de blauwkapifrita (Ifrita kowaldi).